# Guetta Blaster
Guetta Blaster è il secondo album in studio per il dj francese David Guetta, che si consacra come uno dei migliori dj internazionali, dopo il grande successo dell'album precedente Just a Little More Love.
Il primo singolo estratto è Money, quindi è la volta di Stay, ma la traccia di maggior successo è The World Is Mine che lo consacra come uno dei dj più richiesti al mondo; l'ultimo singolo estratto è Time.

## Tracce
1. Money (David Guetta feat. Chris Willis & Mone)
2. Stay (David Guetta feat. Chris Willis)
3. The World Is Mine (David Guetta feat. JD Davis)
4. Used to Be the One (David Guetta feat. Chris Willis)
5. Time (David Guetta feat. Chris Willis)
6. Open Your Eyes (David Guetta feat. Stereo MC's)
7. ACDC
8. In Love With Myself (David Guetta feat. JD Davis)
9. Higher (David Guetta feat. Chris Willis)
10. Movement Girl (David Guetta feat. James Perry)
11. Get Up (David Guetta feat. Chris Willis)
12. Last Train (David Guetta feat. Miss Thing)